# Cressac
Cressac (en francès Cressat és una comuna (municipi) de França, a la regió de la Nova Aquitània, departament de la Cruesa. La seva població al cens de 1999 era de 523 habitants. No està integrada en cap Communauté de communes.

## Demografia
| 1968 | 1975 | 1982 | 1990 | 1999 |
| ---- | ---- | ---- | ---- | ---- |
| 765  | 702  | 647  | 552  | 523  |

## Administració
| Període | Identitat    | Partit |
| ------- | ------------ | ------ |
| 2001-   | Jean Auclair | UMP    |